# Catharinea lateralis
Catharinea lateralis är en bladmossart som beskrevs av Vaizey 1889. Catharinea lateralis ingår i släktet Catharinea, klassen egentliga bladmossor, divisionen bladmossor och riket växter. Inga underarter finns listade i Catalogue of Life.